# Arado Flugzeugwerke
Arado Flugzeugwerke GmbH – niemiecki producent samolotów powstały w roku 1925, jeden z pionierów zastosowania napędu odrzutowego w lotnictwie.

## Historia

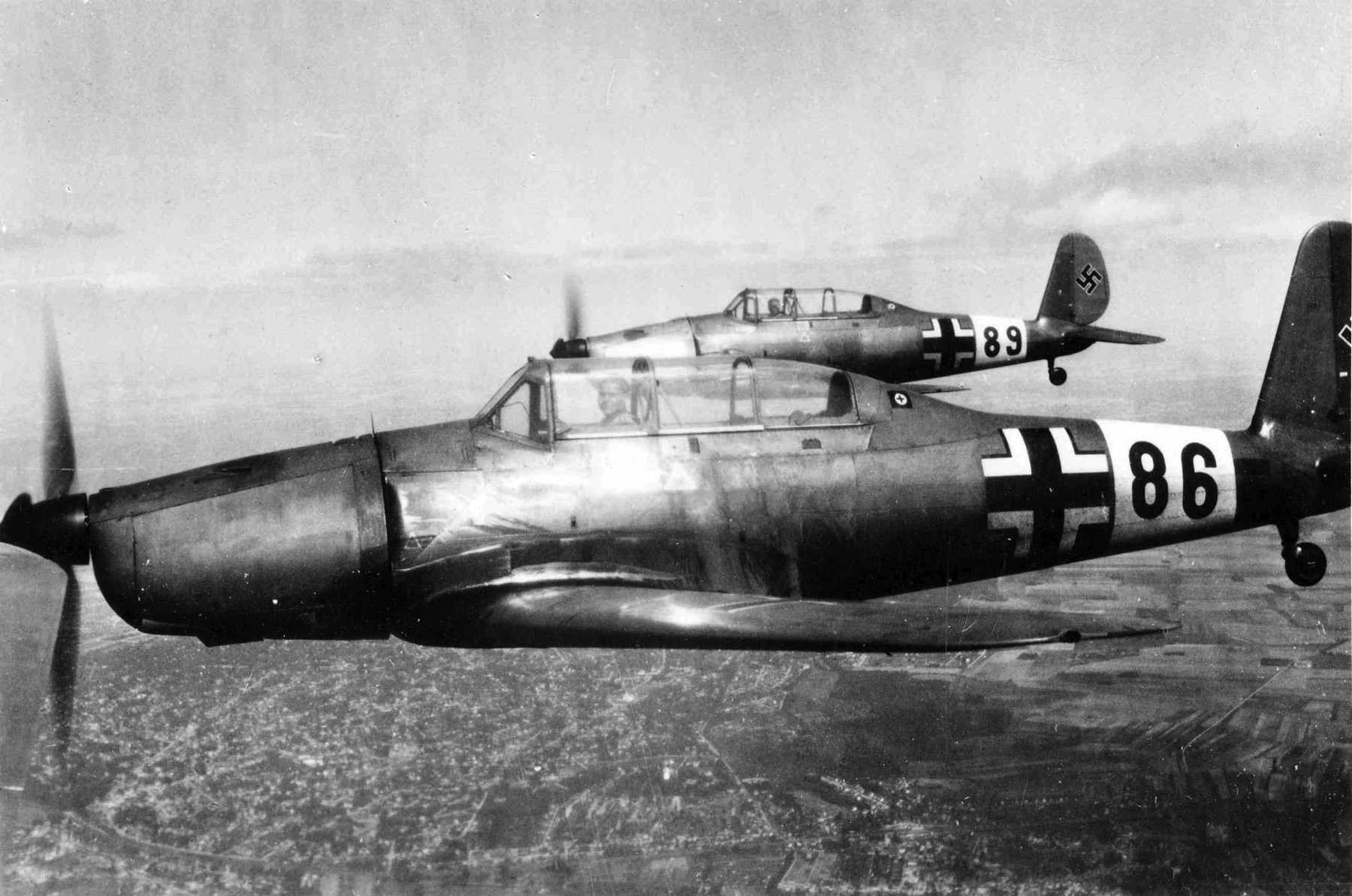
Arado Ar 96

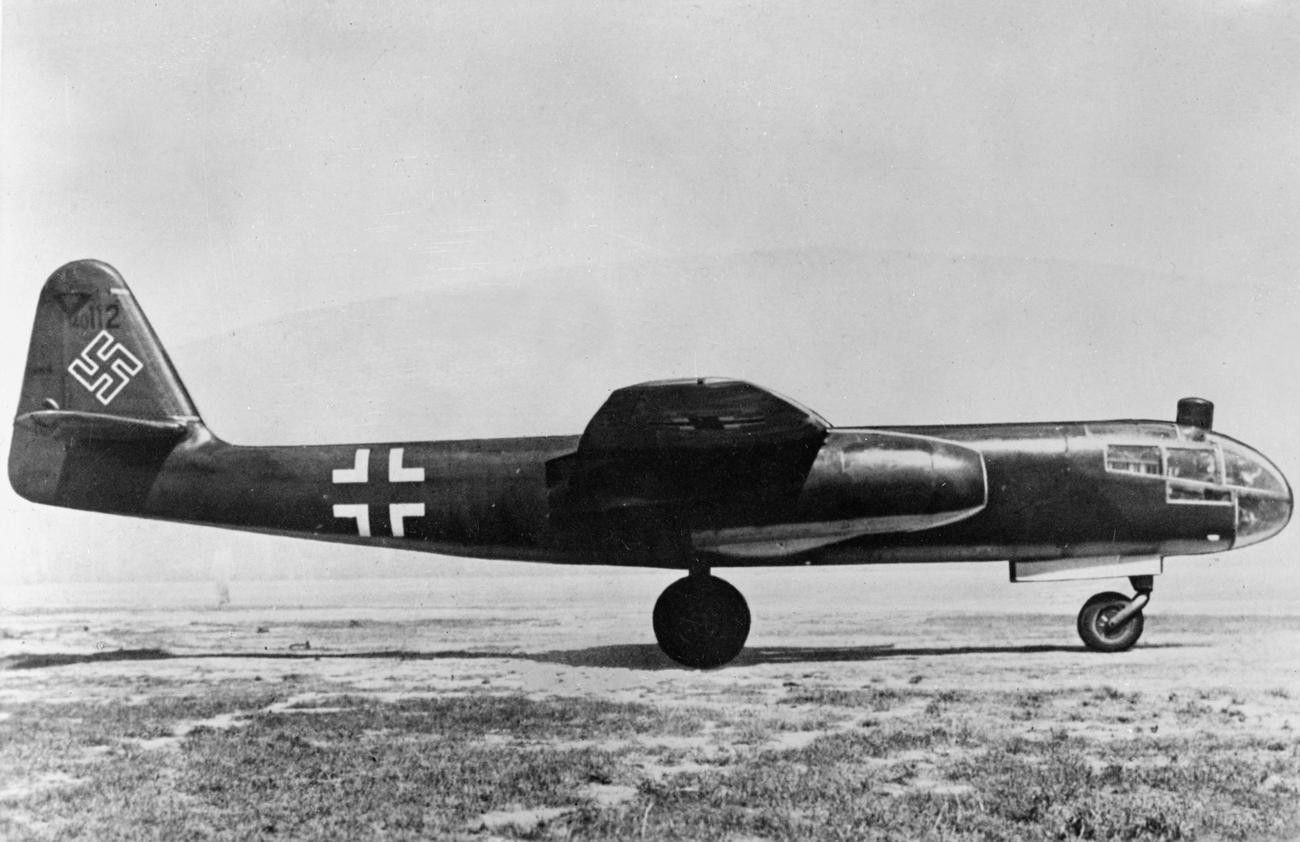
Arado Ar 234

Zakłady Arado powstały na bazie istniejących od 1917 roku zakładów lotniczych Flugzeugbau Friedrichshafen GmbH w Warnemünde. Pierwszym głównym konstruktorem wytwórni został inż. Walter Rethel, który wcześniej pracował w firmach Kondor Flugzeugbau oraz Fokker. Rozwój firmy Arado nastąpił wraz z przejęciem władzy w Niemczech przez Adolfa Hitlera. W wyniku dotacji rządowych zakłady trafiły pod kontrolę Reichsluftfahrtministerium (RLM – Ministerstwo Lotnictwa Rzeszy). Nowym konstruktorem naczelnym został wówczas inż. Walter Blume. We wrześniu 1934 roku przedsiębiorstwo przejęło fabrykę maszyn w Brandenburg-Neuendorf i uruchomiło tam produkcję lotniczą (pierwszy samolot wyprodukowano tam 1 kwietnia 1935 roku). Początkowo produkty Arado nie były produkowane w dużych ilościach, dopiero samolot szkolny Arado Ar 96 oraz wodnosamolot Arado Ar 196 trafiły do produkcji wielkoseryjnej. Najbardziej znanym modelem wytwórni jest odrzutowy samolot rozpoznawczo-bombowy Arado Ar 234 Blitz. Prócz produkcji własnych płatowców wytwórnia Arado wytwarzała na licencji duże ilości samolotów firm: Focke-Wulf (3944 szt. Fw 190), Heinkel (75 szt. He 51, 140 szt. He 59, 100 szt. He 60, 300 szt. He 111, 716 szt. He 177), Junkers (Ju 88) i Messerschmitt (Bf 109). W końcu 1944 roku firma zatrudniała 15786 pracowników (obok fabryk macierzystych w Warnemünde i Brandenburg-Neuendorf wytwórnie samolotów mieściły się też w Babelsberg, Eger, Rathenow, Wittenberg, Tutow, Anklam i Neubrandenburg), a 16260 osób pracowało w zakładach podwykonawców wyłącznie na potrzeby Arado.
W 1945 roku na deskach projektowych firmy było kilka awangardowych samolotów, m.in. bombowiec dalekiego zasięgu Arado Ar 340, myśliwiec rakietowy Arado Ar E 381 oraz bezogonowe samoloty w układzie delta – Arado Ar I i Arado Ar II.

## Wybrane typy samolotów
- Arado Ar 64 – myśliwiec
- Arado Ar 65 – myśliwiec szkolny
- Arado Ar 66
- Arado Ar 67
- Arado Ar 68 – myśliwiec
- Arado Ar 69
- Arado Ar 76
- Arado Ar 77
- Arado Ar 79
- Arado Ar 80
- Arado Ar 81
- Arado Ar 95
- Arado Ar 96 – szkolny
- Arado Ar 196
- Arado Ar 197
- Arado Ar 198 – rozpoznawczy
- Arado Ar 199
- Arado Ar 231
- Arado Ar 232 – transportowy
- Arado Ar 233
- Arado Ar 234 – bombowy-rozpoznawczy
- Arado Ar 240
- Arado Ar 396
- Arado Ar 440
- Arado Ar 532